# باولو روتشا
باولو روتشا (بالبرتغالية: Paulo Rocha‏) هو سياسي برازيلي، ولد في 1 أبريل 1951 في البرازيل. حزبياً، نشط في حزب العمال البرازيلي. انتخب عضو مجلس النواب البرازيلي ‏ وانتخب عضو مجلس الشيوخ من البرازيل عن دائرة Pará ‏ وقد انضم خلال فترته النيابية ‏ للكتلة البرلمانية حزب العمال البرازيلي.